# Meilleures performances mondiales cadets en athlétisme
Les meilleures performances mondiales cadets en athlétisme sont régies par World Athletics et constituent les meilleures performances mondiales des athlètes âgés de moins de dix-huit ans. Pour les fédérations, le sigle officiel est WU18B pour World Under-18  Best (précédemment WYB pour World Youth Best ou WYR pour World Youth Record).

## Plein air ou salle

### Hommes
| Discipline                | Performance        | Athlète                                                              | Lieu              | Date             | Réf.  |
| ------------------------- | ------------------ | -------------------------------------------------------------------- | ----------------- | ---------------- | ----- |
| 100 m                     | 10 s 00 (+1,7 m/s) | Sorato Shimizu                                                       | Hiroshima         | 26 juillet 2025  |       |
| 200 m                     | 19 s 84 (+0,3 m/s) | Erriyon Knighton                                                     | Eugene            | 27 juin 2021     |       |
| 400 m                     | 44 s 10            | Quincy Wilson                                                        | Memphis           | 12 juillet 2025  |       |
| 800 m                     | 1 min 42 s 27      | Cooper Lutkenhaus                                                    | Eugene            | 3 août 2025      |       |
| 1500 m                    | 3 min 33 s 26      | Cameron Myers                                                        | Chorzów           | 16 juillet 2023  |       |
| 3000 m                    | 7 min 32 s 37      | Abreham Cherkos                                                      | Lausanne          | 11 juillet 2006  |       |
| 2 000 m steeple           | 5 min 19 s 99      | Meresa Kahsay                                                        | Donetsk           | 12 juillet 2013  |       |
| 110 m haies (91,4 cm)     | 12 s 87 (+1,6 m/s) | Sasha Zhoya                                                          | Angers            | 6 juillet 2019   |       |
| 400 m haies (84 cm)       | 48 s 84            | Sokwakhana Zazini                                                    | Pretoria          | 17 mars 2017     |       |
| Saut en hauteur           | 2,33 m             | Javier Sotomayor                                                     | La Havane         | 19 mai 1984      |       |
| Saut à la perche          | 5,60 m             | Matvei Volkov                                                        | Łódź              | 12 février 2021  |       |
| Saut en longueur          | 8,28 m (+1,8 m/s)  | Maykel Massó                                                         | La Havane         | 28 mai 2016      |       |
| Triple saut               | 17,41 m (+1,0 m/s) | Jordan A. Díaz                                                       | La Havane         | 8 juin 2018      | [ 1 ] |
| Lancer de poids (5 kg)    | 24,45 m            | Jacko Gill                                                           | Auckland          | 19 décembre 2011 |       |
| Lancer de disque (1,5 kg) | 77,50 m            | Mykyta Nesterenko                                                    | Kiev              | 19 mai 2008      |       |
| Lancer de marteau (5 kg)  | 87,82 m            | Mykhaylo Kokhan                                                      | Győr              | 7 juillet 2018   |       |
| Lancer de javelot (700 g) | 89,34 m            | Braian Toledo                                                        | Mar del Plata     | 6 mars 2010      |       |
| Octathlon                 | 6 491 pts          | Jake Stein                                                           | Villeneuve-d'Ascq | 7 juillet 2011   |       |
| 10 000 m marche           | 39 min 47 s 20     | Chen Ding                                                            | Bydgoszcz         | 11 juillet 2008  |       |
| Relais suédois            | 1 min 49 s 23      | Jamaïque Waseem Williams Michael O'Hara Okeen Williams Martin Manley | Donetsk           | 14 juillet 2013  |       |

### Femmes
| Discipline               | Performance        | Athlète                                                                    | Lieu              | Date                      | Réf.  |
| ------------------------ | ------------------ | -------------------------------------------------------------------------- | ----------------- | ------------------------- | ----- |
| 100 m                    | 10 s 94 (+0,6 m/s) | Briana Williams                                                            | Kingston          | 21 juin 2019              |       |
| 200 m                    | 22 s 42 (+1,7 m/s) | Amy Hunt                                                                   | Mannheim          | 30 juin 2019              |       |
| 400 m                    | 50 s 01            | Li Jing                                                                    | Shanghai          | 18 octobre 1997           |       |
| 800 m                    | 1 min 57 s 18      | Wang Yuan                                                                  | Pékin             | 8 septembre 1993          |       |
| 1500 m                   | 3 min 54 s 52      | Zhang Ling                                                                 | Shanghai          | 18 octobre 1997           |       |
| 3000 m                   | 8 min 36 s 45      | Ma Ningning                                                                | Jinan             | 6 juin 1993               |       |
| 2000 m steeple           | 6 min 11 s 83      | Korahubish Itaa                                                            | Bressanone        | 10 juillet 2009           |       |
| 100 m haies (76,2 cm)    | 12 s 89 (+1,5 m/s) | Ackera Nugent                                                              | Kingston          | 2 février 2019            |       |
| 400 m haies              | 54 s 15            | Sydney McLaughlin                                                          | Eugene            | 10 juillet 2016           |       |
| Saut en hauteur          | 1,96 m             | Charmaine Gale-Weavers                                                     | Bloemfontein      | 4 avril 1981              |       |
| Saut en hauteur          | 1,96 m             | Olga Turchak                                                               | Donetsk           | 7 septembre 1984          |       |
| Saut en hauteur          | 1,96 m             | Eleanor Patterson                                                          | Townsville        | 7 décembre 2013           |       |
| Saut en hauteur          | 1,96 m             | Vashti Cunningham                                                          | Edmonton          | 1er août 2015             |       |
| Saut en hauteur          | 1,96 m             | Yaroslava Mahuchikh                                                        | Minsk             | 22 décembre 2018          |       |
| Saut en hauteur          | 1,96 m             | Angelina Topić                                                             | Kruševac          | 26 juin 2022              |       |
| Saut en hauteur          | 1,96 m             | Karmen Bruus                                                               | Eugene            | 20 juillet 2022           |       |
| Saut à la perche         | 4,50 m             | Lisa Gunnarsson                                                            | Pézenas Angers    | 28 août 2016 25 juin 2016 | [ 2 ] |
| Saut en longueur         | 6,91 m (+1,0 m/s)  | Heike Drechsler                                                            | Iéna              | 9 août 1981               |       |
| Triple saut              | 14,57 m (+0,2 m/s) | Huang Qiuyan                                                               | Shanghai          | 19 octobre 1997           |       |
| Lancer de poids (3 kg)   | 20,52 m            | Corrie de Bruin                                                            | Assen             | 13 juin 1993              |       |
| Lancer de disque         | 65,86 m            | Ilke Wyludda                                                               | Neubrandenbourg   | 1er août 1986             |       |
| Lancer de marteau (3 kg) | 76,04 m            | Réka Gyurátz                                                               | Zalaegerszeg      | 23 juin 2013              |       |
| Lancer de javelot        | 68, 76 m           | Adriana Vilagoš                                                            | Sremska Mitrovica | 7 mars 2020               |       |
| Heptathlon               | 6 301 pts          | Henriette Jæger                                                            | Moos              | 13 septembre 2020         |       |
| 5000 m marche            | 20 min 28 s 05     | Tatyana Kalmykova                                                          | Ostrava           | 12 juillet 2007           |       |
| Relais suédois           | 2 min 3 s 42       | Jamaïque Christania Williams Shericka Jackson Chrisann Gordon Olivia James | Villeneuve-d'Ascq | 10 juillet 2011           |       |